# گروس شاکسدورف-زیمرسدورف
گروس شاکسدورف-زیمرسدورف (به آلمانی: Groß Schacksdorf-Simmersdorf) یک شهر در آلمان است که در اشپری-نایسه واقع شده‌است. گروس شاکسدورف-زیمرسدورف  ۱٬۲۷۸ نفر جمعیت دارد.